# Genk
Genk je město v belgické provincii Limburk poblíž Hasseltu.
Leží na Albertově kanálu mezi Antverpami a Lutychem a je jedním z nejdůležitějších průmyslových měst ve Vlámsku. Dne 1. ledna 2015 měl 65 321 obyvatel.

## Historie

### Počátky města a středověk
Genk vznikl pravděpodobně jako keltská vesnice a byl pokřesťanštěn v 10. století.
V oblasti města byly nalezeny zbytky malého dřevěného kostela, pocházejícího z tohoto období.
Genk byl poprvé zmíněn pod názvem Geneche v dokumentu z 13. prosince 1108, podle kterého měla být oblast přiznána opatství Rolduc.
Politicky Genk patřil hrabství Loon, které bylo roku 1365 připojeno ke knížectví Lutych.

### 20. století
Genk byl dlouho malou a bezvýznamnou vesnicí.
Počet obyvatel se zvyšoval pomalu a roku 1900 činil 2537.
V této klidné vesnici žili krajináři a spisovatelé, jako např. Neel Doff.
Roku 1901 objevil geolog a mineralog André Dumont velké zásoby uhlí v nedaleké vesnici As a o několik let později byla ložiska uhlí nalezena i v Genku.
Po první světové válce začal Genk přitahovat imigranty z Belgie i z ciziny a brzy se stal po Hasseltu druhým největším městem v provincii Limburk.
Roku 1966 byl však zavřen uhelný důl Zwartberg a bylo třeba vybudovat nová průmyslová odvětví, zejména v blízkosti Albertova kanálu a silnic.
V 80. letech byly zavřeny zbývající dva doly Winterslag a Waterschei.
Genk je významným průmyslovým centrem provincie Limburk a nabízí přes 40 000 pracovních míst ve více než 300 podnicích.
Pro hospodářství města byla důležitá zejména továrna společnosti Ford Motor Company, uzavřená v roce 2014. Továrna zaměstnávala až 10 000 lidí, přičemž ke konci své existence měl samotný závod 4300 zaměstnanců a dával práci dalším tisícům v přilehlých subdodavatelských závodech.
V Genku žijí příslušníci 86 různých národností a cizinci tvoří třetinu populace.
Kromě Belgičanů žijí ve městě zejména lidé ze Středomoří, především Italové (15 000), Turci (4000) a Řekové (1000).
Genk se stal oficiálně městem roku 2000.

## Zajímavosti
- Hlavní turistickou atrakcí je skanzen Bokrijk, který se zbývá životem na vlámském venkově před rokem 1900.
- Některé bývalé důlní objekty byly přestavěny na kulturní, obchodní centra či multiplex.
- Veřejnosti jsou přístupné také některé důlní budovy bývalých uhelných dolů Zwartberg, Waterschei a Winterslag. V okolí dolů jsou haldy vykopané půdy a zbytků uhlí.
- Navzdory průmyslové aktivitě v minulosti i současnosti se Genku přezdívá „Zelené město“. Nachází se zde mimo jiné přírodní rezervace De Maten, rozsáhlá rekreační oblast Kattevennen s Europlanetáriem a skanzen Bokrijk. Za slunečného počasí je možné navštívit Zonnewijzerpark, kde je vystaveno dvanáct slunečních hodin.

## Doprava
Kolem Genku prochází silnice E314, která spojuje Lovaň a Cáchy.
Město je přístupně také hromadnou dopravou.
Má přímé vlakové spojení s Hasseltem, Lovaní, Bruselem a Gentem a o víkendech také s Bruggami a belgickým pobřežím (Knokke a Blankenberge).
Autobusová doprava zajišťuje spojení mimo jiné s Hasseltem (linka 1 a 45) a s Maastrichtem (linka 45).

## Vývoj počtu obyvatel
- Zdroj: NIS. Poznámka: údaje z let 1806 až 1970 včetně jsou výsledky sčítání lidu z 31. prosince; od roku 1980 se uvedený počet obyvatel vztahuje k 1. lednu

## Sport
Fotbalový klub KRC Genk postoupil roku 1996 z druhé divize a brzy se stal jedním z nejlepších belgických klubů. V letech 1999 a 2002 zvítězil v nejvyšší fotbalové lize (Jupiler League) a v letech 1998 a 2000 zvítězil v Belgickém poháru.

## Osobnosti města
- Dirk Medved (* 1968), fotbalový obránce
- Ruben Bemelmans (* 1988), tenista
- Leandro Trossard (* 1994), fotbalista
- Gerben Thijssen (* 1998), silniční a dráhový cyklista

## Partnerská města
- Cieszyn, Polsko
- Francistown, Botswana
- Isparta, Turecko
- San Giovanni in Fiore, Itálie
- Troisdorf, Německo